# Танжер
Танжер (Танджа, طنچة на берберски и арабски; на испански: Tánger; на френски: Tanger) e град в северна част на Мароко с население 947 952 души (преброяване от 2014 г.). Градът се намира близо до Гибралтарския проток и е един от известните в древността и античността Херкулесови стълбове.

## История
Тингис, сега Танжер, възниква като древно финикийско селище. В намерените древни монети са изсечени имена Тенга, Тинга и Титга, древните гръцки и римски автори оставят множество варианти за името на града.
Според берберските предания, градът е построен от сина на Тинджис – Суфакс. Тинджис била съпруга на берберския герой Антаиос. Има и други легенди за възникването на града. Гръцка легенда преписва създаването на града на великана Антей, чиито гробница и скелет били в близост до града. Друга гръцка легенда описва, че градът е създаден от Софакс, син на Херкулес и на вдовицата на Антей. Пещерата на Херкулес е само на няколко километра разстояние от града. Сега тази пещера е основна туристическа атракция в региона, като част от древногръцката митология. Вярва се, че митичният герой е спял в пещерата по време на покоряването на дванадесетте изпитания.
Танжер се оформя като важен град за берберите и все още е населяван от тях, като се счита, че името му е дошло от бога им Тинджис или Тинга. Градът в древността е завладян от пунически Картаген, ставайки част от Картагенската конфедерация в западното средиземноморие. По времето на Древен Рим градът израства като важен икономически център и придобива важни провинциални административни функции.
През 5 век вандалите завладяват града по време на своя поход през Северна Африка. Век по-късно (между 534 и 682 г.) градът е част от Византийската империя. През 702 г. градът попада под влиянието на арабската експанзия.
В периода 1471 – 1580 г. градът е владение на Португалия, през 1580 – 1640 г. градът е владение на Испания и Португалия, и отново само на Португалия през 1640 – 1661 г. През 1661 г. градът е даден на Чарлз II, като част от зестрата на португалската инфанта Катерина де Браганза. В градът е настанен британски военен гарнизон. Градът е със статут на свободен град, еднакъв с тези във Великобритания.
През 1679 г. мароканският султан Моулай Исмаил прави неуспешен опит да превземе града и околностите, но на града е наложена абсолютна блокада. Все пак през 1684 г. британците решават да се изтеглят от града, като при напускането си го унищожават напълно заедно с пристанището.
По времето на Моулай Исмаил градът се възстановява, но не може да се развие и населението му остава под 5000 души до 1810 г.
Геостратегическото местоположение на Танжер му осигурява мястото на своеобразен геополитически център на европейските държави и важен икономически обект за Мароко в края на 19 век и началото на 20 век. Тук германският кайзер Вилхелм II обявява подкрепата си за продължаване на борбата за независимост на Мароко, което води до международната политическа криза от 1905 г., в резултат от която Танжер е обявен за международна зона.
В началото на 20 век има около 40 000 жители, като половината са мюсюлмани, 1/4 евреи и 1/4 европейци (повечето от които испанци). През 1912 г. Мароко е разделено между Франция и Испания и градът попада в северната част на влияние, известна като Испанско Мароко. Танжер е обявен за международна зона през 1923 г. под съвместното администриране от Франция, Испания и Великобритания. През 1928 г. Италия също попада в тази група.
След като Испанско Мароко се обединява с останалата част на страната, Танжер става част от Кралство Мароко, придобило независимост през 1956 г.
Градът е един от най-големите и важни икономически и транспортни центрове на Кралство Мароко.

## Галерия
- Пристанището
- Централна част на града
- Пазар в стария град
- Мароканска улица
- Входът на Медина
- Градска улица
- Площад в модерната част

## Известни личности
Родени в Танжер
- Ибн Батута (1305 – 1377), пътешественик
- Али Ята (1920 – 1997), политик

Починали в Танжер
- Пол Лукас (1891 – 1971), унгарско-американски актьор